# Giravanz Kitakyushu
Maillots
Actualités
Le Giravanz Kitakyushu (ギラヴァンツ北九州) est un club japonais de football basé à Kitakyūshū dans la préfecture de Fukuoka. Le club évolue en J.League 3.

## Histoire
Son prédécesseur était le Mitsubishi Kasei Kurosaki Soccer Club, fondé en 1947. En 2001, il a fondé New Wave Kitakyushu, qui était basé sur le club. Il a rejoint la J.League en 2010 et a changé son nom en Giravanz Kitakyushu. En 2016 le club est relégué en J.League 3 et c'est en 2019 que le club retrouve la J.League 2 mais ne reste que deux ans pour être de nouveau relégué.
Le nom de l'équipe est italien et est un mot inventé qui combine "Girasole", qui signifie tournesol, qui est la fleur de la ville de Kitakyushu, et "Avanzare", qui signifie aller de l'avant. L'emblème a le motif de pétales de tournesol et du soleil, et les lettres "Nord" de la ville de Kitakyushu sont placées au centre.

## Palmarès
| Compétitions nationales                            | Compétitions internationales |
| - Championnat du Japon de D3 (1) - Champion : 2019 | - Néant                      |

## Joueurs et personnalités du club

### Entraîneurs
Le tableau suivant présente la liste des entraîneurs du club depuis 2007.
| Rang | Nom                | Période   |
| ---- | ------------------ | --------- |
| 1    | George Yonashiro   | 2007-2011 |
| 2    | Yasutoshi Miura    | 2011-2013 |
| 3    | Koichi Hashiratani | 2013-2017 |

| Rang | Nom                 | Période        |
| ---- | ------------------- | -------------- |
| 4    | Takeo Harada        | 2017-2018      |
| 5    | Hitoshi Morishita   | 2018-juin 2018 |
| 6    | Tetsuji Hashiratani | juin 2018-2019 |

| Rang | Nom              | Période   |
| ---- | ---------------- | --------- |
| 7    | Shinji Kobayashi | 2019-2022 |
| 8    | Kenichi Amano    | 2022-2023 |

| Rang | Nom              | Période          |
| ---- | ---------------- | ---------------- |
| 9    | Kazuaki Tasaka   | 2023-sept.2023   |
| 10   | Shinji Kobayashi | depuis sept 2023 |

## Bilan saison par saison
Ce tableau présente les résultats par saison du Giravanz Kitakyushu dans les diverses compétitions nationales depuis la saison 2010.
| Saison | Championnat | Championnat | Championnat | Championnat | Championnat | Championnat | Championnat | Championnat | Championnat | Championnat | Coupe du Japon   | Coupe de la Ligue |
| Saison | Division    | Pos         | Pts         | J           | V           | N           | D           | BP          | BC          | Diff.       | Coupe du Japon   | Coupe de la Ligue |
| ------ | ----------- | ----------- | ----------- | ----------- | ----------- | ----------- | ----------- | ----------- | ----------- | ----------- | ---------------- | ----------------- |
| 2010   | J2 League   | 19e         | 15          | 36          | 1           | 12          | 23          | 20          | 65          | -45         | 3e tour          | -                 |
| 2011   | J2 League   | 8e          | 58          | 38          | 16          | 10          | 12          | 45          | 46          | -1          | 3e tour          | -                 |
| 2012   | J2 League   | 9e          | 64          | 42          | 19          | 7           | 16          | 53          | 47          | +6          | 2e tour          | -                 |
| 2013   | J2 League   | 16e         | 49          | 42          | 13          | 10          | 19          | 50          | 60          | -10         | 3e tour          | -                 |
| 2014   | J2 League   | 5e          | 65          | 42          | 18          | 11          | 13          | 50          | 50          | 0           | Quarts de finale | -                 |
| 2015   | J2 League   | 7e          | 59          | 42          | 18          | 5           | 19          | 59          | 58          | +1          | 2e tour          | -                 |
| 2016   | J2 League   | 22e         | 38          | 42          | 8           | 14          | 20          | 43          | 64          | -21         | 2e tour          | -                 |
| 2017   | J3 League   | 9e          | 46          | 32          | 13          | 7           | 12          | 44          | 37          | +7          | 2e tour          | -                 |
| 2018   | J3 League   | 17e         | 27          | 32          | 6           | 9           | 17          | 22          | 42          | -20         | -                | -                 |
| 2019   | J3 League   | 1er         | 66          | 34          | 19          | 6           | 9           | 51          | 27          | +24         | 2e tour          | -                 |
| 2020   | J2 League   | 5e          | 65          | 42          | 19          | 8           | 15          | 59          | 51          | +8          | -                | -                 |
| 2021   | J2 League   | 21e         | 35          | 42          | 7           | 14          | 21          | 35          | 66          | -31         | 2e tour          | -                 |
| 2022   | J3 League   | 13e         | 40          | 34          | 11          | 7           | 16          | 41          | 45          | -4          | 1er tour         | -                 |
| 2023   | J3 League   | 20e         | 31          | 38          | 7           | 10          | 21          | 33          | 45          | -12         | 2e tour          | -                 |
| 2024   | J3 League   | 7e          | 56          | 38          | 15          | 11          | 12          | 41          | 39          | +2          | 2e tour          | 1er tour          |
| Saison | Division    | Pos         | Pts         | J           | V           | N           | D           | BP          | BC          | Diff.       | Coupe du Japon   | Coupe de la Ligue |
| Saison | Championnat |             |             |             |             |             |             |             |             |             | Coupe du Japon   | Coupe de la Ligue |